# Inman Line
L'Inman Line est une compagnie britannique de transport maritime qui a existé de 1850 à 1893.
Fondée en 1850 par William Inman et des associés de Philadelphie, elle a aussi été appelée sous le nom de Liverpool & Philadelphia Steamship Company et Liverpool, New York & Philadelphia Steamship Company.
Elle a été la 3° plus grosse compagnie maritime transatlantique britannique sur la ligne entre New York et Liverpool au XIXe siècle avec la Cunard Line et la White Star Line.
À cause d'ennuis financiers  elle fut rachetée en 1886 par un conglomérat américain, l'International Navigation Company (qui possédait déjà l'American Line) et ses navires passèrent définitivement sous pavillon américain en 1893. 3 de ses navires, le City of Rome et les jumeaux City of New York III et City of Paris II ont été à leur construction les plus gros navires du monde.
D'autre part, 2 navires de la compagnie ont remporté le prestigieux Ruban bleu récompensant le record de vitesse de traversée transatlantique est-ouest : Le City of Berlin en 1875, le City of Paris à 2 reprises (1889 et 1892). 2 autres, le City of Brussels (en 1869) et le City of New York III (en 1893) ont également remporté le record dans le sens ouest-est.

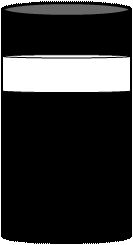
Cheminée des navires de l'Inman Line

## Histoire

### Les débuts

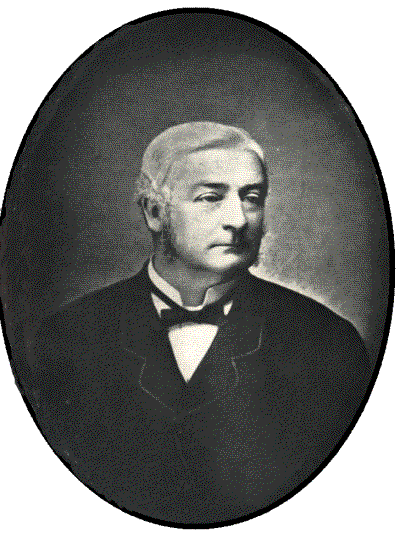
William Inman, le fondateur de la compagnie (vers 1881)

La compagnie est fondée en 1850 par William Inman, un jeune homme d'affaires de 25 ans et ses associés américains, deux frères quakers de Philadelphie, les Richardson.
La compagnie achète le City of Glasgow, son premier paquebot qui effectue son premier voyage pour la jeune compagnie le 17 décembre 1850. L'année suivante, il est suivi par le City of Manchester. Elle investit dans les navires en acier propulsés par turbine, ce qui fait la différence sur la ligne transatlantique car ces navires nécessitent moins de réparation, sont plus sûrs et consomment moins.

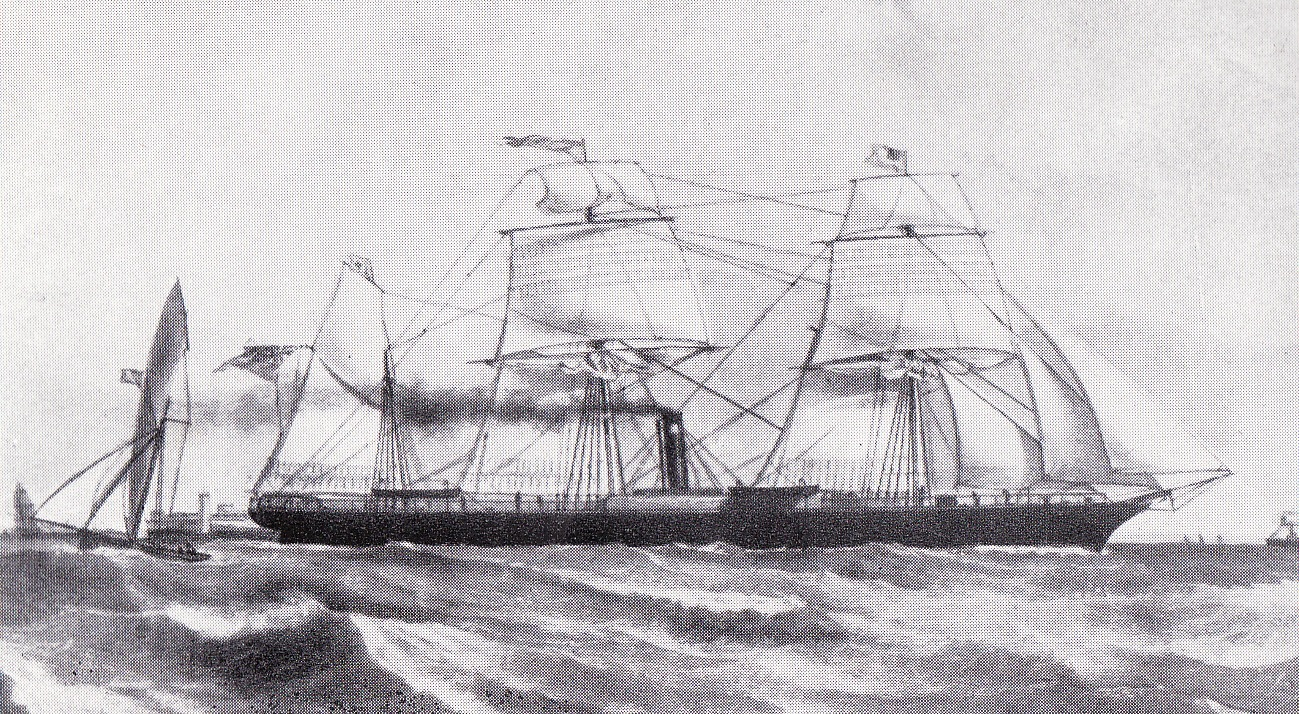
Le City of Glasgow, 1er navire de la compagnie

La compagnie se spécialise dans le transport d'émigrants européens, notamment irlandais car les associés d'Inman sont des quakers irlandais qui connaissent bien la pauvreté et les dures conditions de transport de leurs compatriotes. C'est la raison pour laquelle Queenstown en Irlande devient une des escales principales de la compagnie à partir de 1859. Celle-ci met à dispositions de ses émigrants des repas, une nouveauté. Ceci explique la part d'émigrants dans les 500 passagers annuels transportés par la compagnie en Amérique (80 %).
Pourtant, les débuts sont difficiles car comme de nombreuses compagnies, l'Inman Line n'est pas épargnée par les catastrophes maritimes. Elle perd ainsi en 1854 coup sur coup son premier navire, le City of Glasgow ainsi que le tout neuf City of Philadelphia.

### La guerre de Crimée
En 1853 éclate la guerre de Crimée (1853-1856) où l'Angleterre est engagée aux côtés de la France, du Royaume de Piémont-Sardaigne et de l'Empire ottoman contre l'Empire russe. La nécessité d'assiéger la péninsule de Crimée, d'y ravitailler les troupes dans l'une des premières guerres industrielles et le siège de forteresses côtières, notamment celui de Sébastopol, nécessite la réquisition de nombreux navires.
Comme ce sera le cas dans de nombreux conflits ultérieurs, des paquebots sont réquisitionnés comme navires de guerre et transport de troupes. Le seul survivant de la ligne, le City of Manchester, est confié à l'armée française tandis que 3 autres navires construits en 1855 sont réquisitionnés.
À la fin de la guerre, la compagnie rouvre sa ligne transatlantique mais désormais William Inman est seul aux commandes après le retrait de ses associés qui refusaient la réquisition de leurs navires.

### La croissance

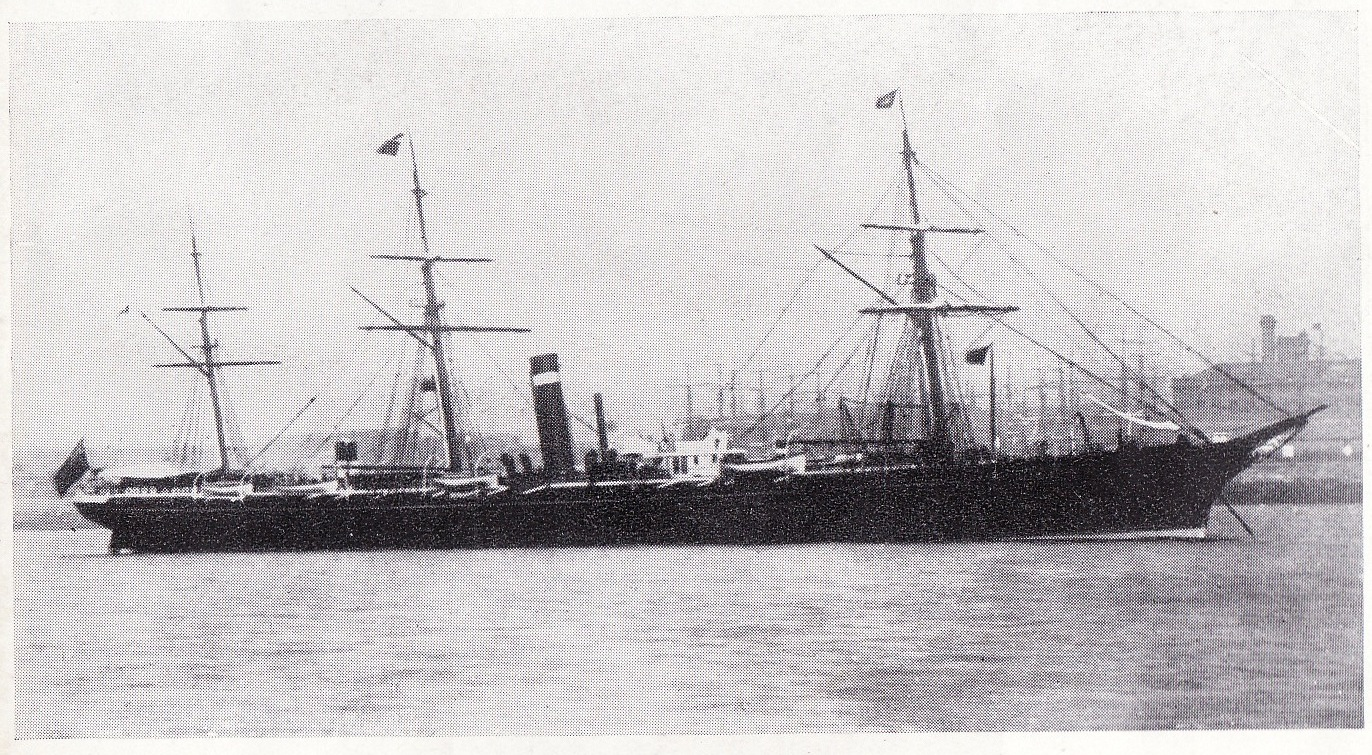
Le 1er City of Paris (1866)

Bien que New York devienne son principal port en Amérique, William Inman décide d'alterner les arrivées entre New York et Philadelphie, l'un des sièges historiques de la compagnie. Mais Philadelphie est rapidement abandonnée après que le Kangaroo a été pris dans les glaces du Delaware en hiver. À partir de ce moment, New York devient le seul port de desserte en Amérique.
En 1857, après la faillite de la Collins Line, l'Inman Line décroche son contrat d'acheminement du courrier américain. Les voyages s'intensifient ainsi que le nombre de navires. La compagnie connait ainsi une croissance rapide et devient une des principales lignes transatlantiques. D'autre part, William Inman a très clairement compris la mutation du transport maritime et les avantages techniques des navires en acier et d'un système de propulsion à turbine.
Avec le lancement du City of Paris en 1866, l'Inman Line peut concurrencer sa rivale anglaise, la Cunard Line, notamment par la construction de plus gros paquebots capables de rivaliser en vitesse avec ceux de sa concurrente. L'ouverture à la concurrence de la fourniture de contrat pour acheminer le courrier britannique est une aubaine en 1867. L'Inman Line décroche ainsi 3 services hebdomadaires pour New York ainsi que celui d'Halifax (Nouvelle-Écosse) précédemment détenus par la Cunard. elle ouvre ainsiç de nouvelles lignes mais qui durent peu de temps dont une en provenance d'Anvers et une autre à destination de La Nouvelle-Orléans.

### L'apogée
En 1870, l'Inman Line devient ainsi la plus grosse compagnie de transport maritime avec 44 100 passagers acheminés sur la ligne transatlantique soit deux fois plus que la Cunard 24 000 mais plus de passagers de 1re classe). Dans les années 1870, ses navires, plus rapides, effectuent en moyenne les traversées plus rapidement que leurs concurrents. C'est ainsi qu'en 1869, le City of Brussels bat le record de traversée transatlantique ouest-est précédemment détenu par le Scotia de la Cunard. En 1875, le City of Berlin s'empare du précieux Ruban bleu dans l'autre sens.
Mais, l'entrée en scène de la White Star Line avec ses navires de classe Oceanic en 1871 met les deux rivales historiques en difficulté. Les navires de la White Star sont plus rapides, plus luxueux et plus économes en charbon. L'Inman Line fait ainsi rééquiper ses navires. Mais, la Grande dépression (1873-1896), première grande crise économique de l'ère industrielle, touche durement les 3 compagnies qui décident de réduire leur compétition et de se partager le marché des courriers. Chacune assure désormais un des 3 services hebdomadaires pour New York.
Hélas, de nouveaux concurrents se présentent avec des navires rapides qui décrochent le Ruban bleu (comme ceux de la Guion Line ou de la National Line) et qui prennent des parts sur le marché des migrants. Pour faire face à cette nouvelle concurrence, William Inman décide en 1881 de la construction du plus gros et plus luxueux paquebot de son époque, le City of Rome. Mais c'est un échec commercial et il est vendu après seulement 6 voyages en 1882.

### Le déclin

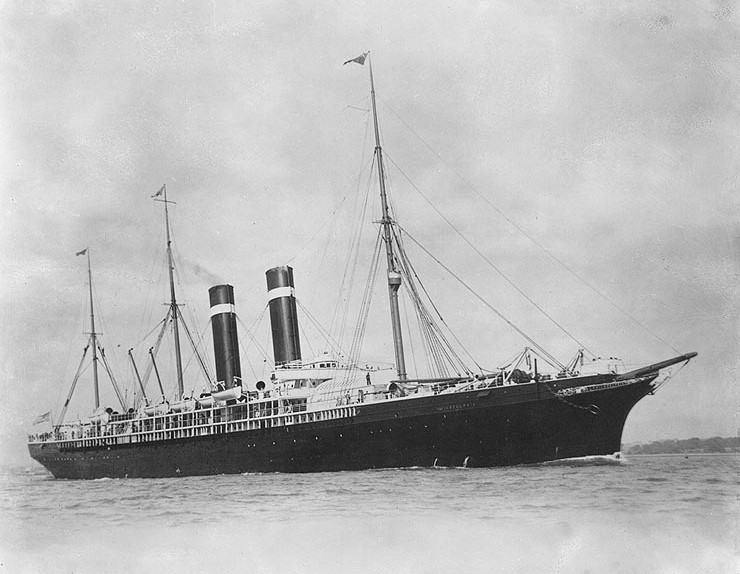
Le City of Paris II

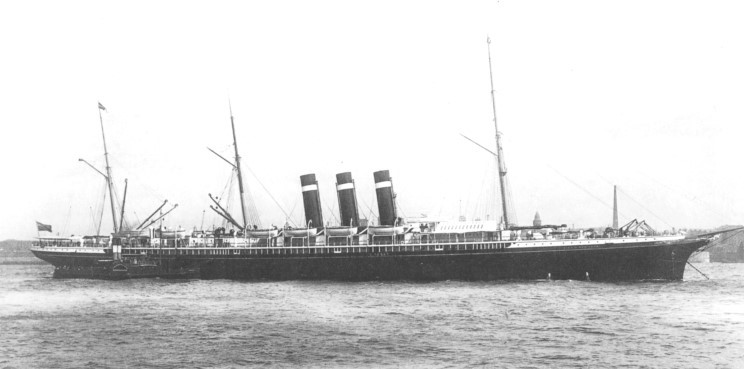
Le City of New York III

Dans l'intervalle, William Inman est mort avant le voyage inaugural et la compagnie souffre de l'absence de son fondateur. En 1883, le City of Brussels coule dans la Mersey. Pour se renflouer, la compagnie décide de se mettre en liquidation et est rachetée par l'International Navigation Company, conglomérat américain basé à Philadelphie.
Les nouveaux capitaux permettent la construction des jumeaux City of Paris II et City of New York III, les plus gros et plus rapides paquebots du monde et fleurons de l'histoire de la compagnie. Le premier remporte le Ruban bleu à deux reprises en 1889 et en 1892 tandis que le second remporte le recorde de traversée ouest-est en 1893. Hélas, le passage sous contrôle américain conduit le gouvernement britannique à révoquer le contrat de courrier accordée à l'Inman Line. Le nouveau propriétaire, Clement Griscom, se tourne alors vers le gouvernement américain qui, après un intense lobbying, accepte de renouveler le contrat et d'autoriser à transférer les paquebots sous pavillon américain à condition que la compagnie construise deux nouveaux navires dans les chantiers navals américains.
C'est ainsi qu'en 1893, tous les navires de l'Inman Line passent sous pavillon américain et que la compagnie est totalement absorbée par l'American Line.

## Lignes commerciales

### Lignes principales
- Liverpool - Philadelphie (1850-56)

- Liverpool - Queenstown - New York (1857-93)

### Lignes desservies pendant peu de temps
- Liverpool - Nouvelle-Orléans (1867-70)

- Queenstown - Halifax (1867-70)

- Anvers - New York (1867-68)[3]

## Catastrophes maritimes
- City of Pittsburgh, incendié dans le port de Valparaíso (Chili) en 1852

- City of Glasgow, porté disparu en 1854 (480 disparus)

- City of Philadelphia, coulé lors de son voyage inaugural en 1854 au large du Cape Race

- City of New York I, coulé au large de Queenstown en 1864

- Glasgow, coulé après un incendie en mer en 1865

- City of Boston, porté disparu en 1870 (177 disparus)

- City of Washington, coulé au large du Cap Sable le 5 juillet 1873

- City of Brussels, coulé en 1883 dans la Mersey River après une collision avec le Kirby Hall' (10 morts)

- City of Montreal, coulé en mer en 1887 après un incendie de sa cargaison de coton

- City of Chicago coulé au large de l'Irlande en 1892[3].

## Navires principaux
Tous les navires commandés par la compagnie portait les noms de grandes villes européennes et américaines précédés de City of, à l'exception de ceux rachetés à d'autres compagnies et qui n'ont pas été rebaptisés.

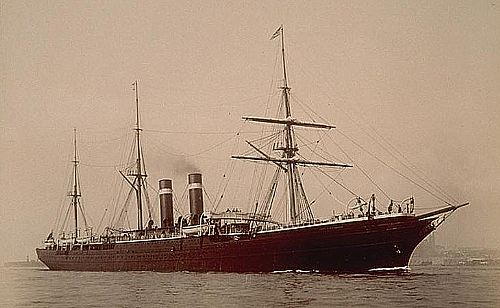
Le City of Richmond

### 1850 - 1860
- City of Glasgow (1850-54)
- City of Manchester (1851-71)
- City of Pittsburgh (1851-52)
- City of Philadelphia (1854)
- City of Limerick (ex African) (1855-80)
- City of Baltimore (1855-74)
- City of Bristol (ex Etna) (1855-81)
- City of Washington (1855-73)
- Kangaroo (1856-76)
- Vigo (1858-61)
- Edinburgh (1859-72)
- Glasgow (1859-65)

### 1860 - 1870
- City of New York I (1861-64)
- City of Cork 	(1863-71)
- City of London 	(1863-78)
- City of Dublin 	(1864-73)
- City of Boston 	(1865-70)
- City of Durham 	(1865-78)
- City of New York II (ex- Delaware) (1865-83)
- City of Paris I	(1866-70)
- City of Antwerp (1867-79)
- City of Halifax (1868-71)
- City of Brooklyn (1869-79)
- City of Brussels (1869-83)

### 1870 - 1880
- City of Montreal (1872-87)
- City of Chester (1873-93)
- City of Richmond (1873-91)
- City of Berlin (1875-93)

### 1880 - 1893
- City of Rome (1881-82)
- City of Chicago (1883-92)
- Baltic (affrété en 1883 et 1885 - 1887)
- City of New York III (1888-93)
- City of Paris II (1889-93)
- Ohio (1889)